# Adarrus aeolianus
Adarrus aeolianus är en insektsart som beskrevs av D'urso 1984. Adarrus aeolianus ingår i släktet Adarrus och familjen dvärgstritar. Inga underarter finns listade i Catalogue of Life.